# Vladimir Ešeev
Vladimir Nikolaevič Ešeev (in russo Владимир Николаевич Ешеев?; Territorio della Transbajkalia, 7 maggio 1958) è un ex arciere sovietico.

## Palmarès
- Giochi olimpici

Seoul 1988: bronzo nell'individuale.